# Nexus 10
 (octobre 2012).
Si vous disposez d'ouvrages ou d'articles de référence ou si vous connaissez des sites web de qualité traitant du thème abordé ici, merci de compléter l'article en donnant les références utiles à sa vérifiabilité et en les liant à la section « Notes et références ».
La Nexus 10 est une tablette tactile tournant sur Android 4.2 « Jelly Bean » développée par Google et produite par Samsung, officiellement dévoilée le 29 octobre 2012.

## Description
Elle fait partie de la gamme Nexus de 2012, incluant la Nexus 4 de LG et la Nexus 7 d'Asus, et 10 signifie que la diagonale de son écran est d'environ 10 pouces (25,4 cm).
Lors de son lancement sur le marché, la tablette coûte 399 € dans sa version 16 Go et 499 € dans sa version 32 Go. Son processeur est un Samsung Exynos 5250, la batterie une lithium-ion 9 000 mA h. La caméra principale dispose d'une résolution de 5 Mpx et la frontale d'une de 1,9 Mpx, ses dimensions sont 263,9 × 177,6 × 8,9 mm et pèse 603 g.

## Processeur
La Nexus 10 est le premier terminal mobile à être doté d'un processeur Cortex-A15, l'Exynos 5250. Un avantage non négligeable par rapport à ses concurrentes, puisqu'un cœur de Cortex A15 est 40 % plus rapide qu'un équivalent en Cortex A9, qui équipe la quasi-totalité des smartphones et tablettes actuels.

## Mises à jour
Les mises à jour s'effectuent directement en OTA (Over The Air) depuis la tablette.
La version Android actuelle de la Nexus 10 est la 5.1.1 (Lollipop).
La dernière mise à jour par Google du logiciel (LMY49J) , date du 28 mars 2016.